# Relaiskette

Kette von Leuchtfeuerstationen auf Bergspitzen im antiken Griechenland

Eine Relaiskette (englisch relay league) ist eine Aneinanderreihung von Stationen, die einer möglichst schnellen Übermittlung von Nachrichten dient.
Früher nutzte man Gasthäuser zu Versorgung von Laufburschen und Wirtshäuser mit angegliedertem Pferdestall für reitende Kuriere. Daneben gibt es bereits seit der Antike technische Systeme zur Nachrichtenübermittlung, die bis in die Moderne immer weiter verbessert wurden: angefangen mit der antiken „Feuerpost“, einer Kette von Leuchtfeuern (Bild), bis zu den heutigen modernen Richtfunkstrecken.

## Geschichte

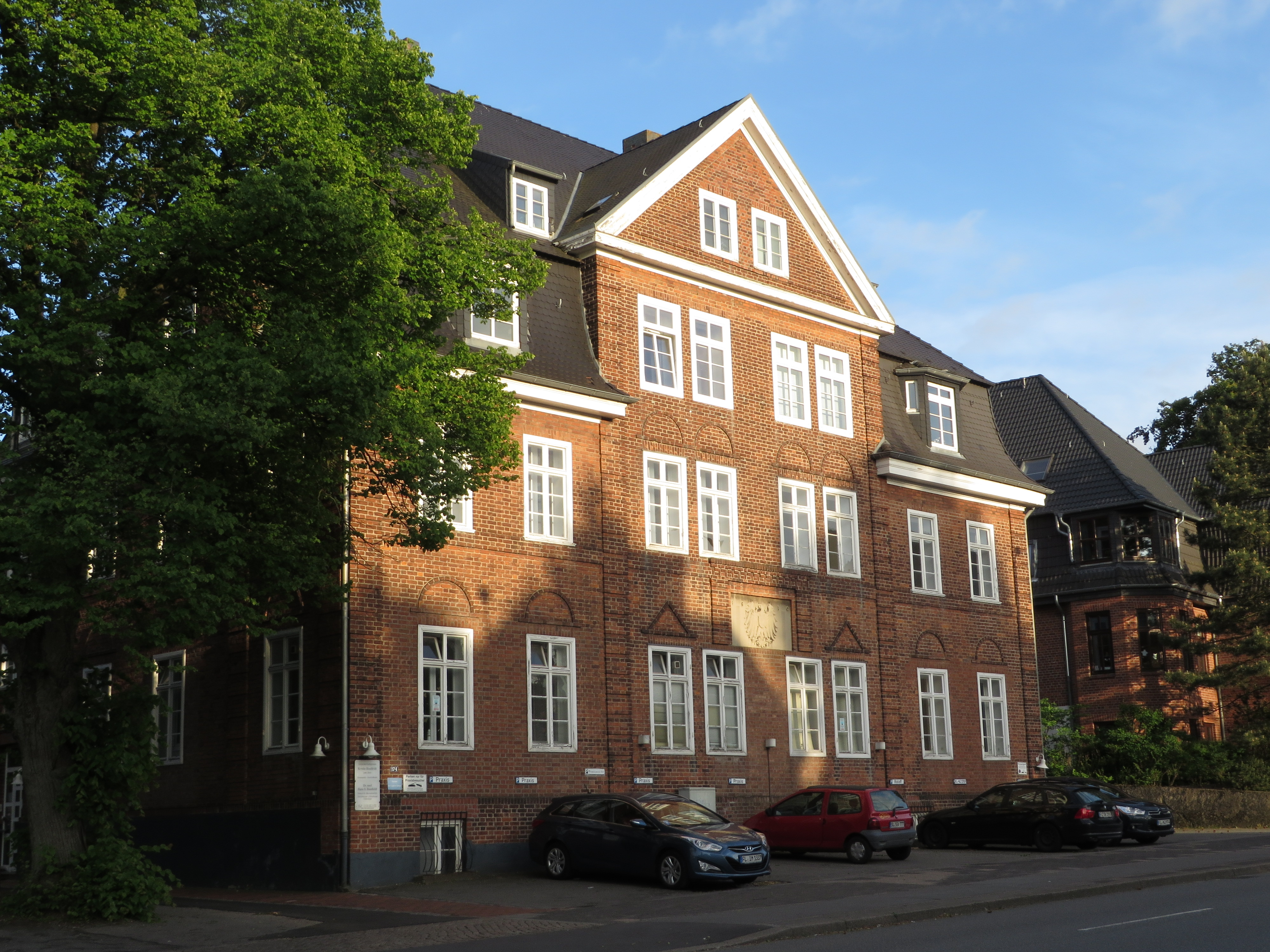
Ehemalige Postkutschen-Relaisstation

Der Begriff Relais meint hier nicht den heute zumeist darunter verstandenen elektrisch betriebenen Schalter, sondern die historische ältere Bedeutung einer Post-Relaisstation (Bild), die dazu diente, auf langen Postkutschenreisen die Pferde zu wechseln. Die einzelnen Relaisstationen waren im passenden Abstand zueinander angeordnet und bildeten über größere Entfernungen so eine Relaiskette.
Auch zu Pferde reitende Kuriere konnten an den Relaisstationen ein frisches Pferd erhalten und mit der zu überbringenden Botschaft entlang der Kette zügig weiterreiten. Ein bekanntes literarisches Beispiel ist Michael Strogoff, der Kurier des Zaren aus dem gleichnamigen Roman des französischen Autors Jules Verne.

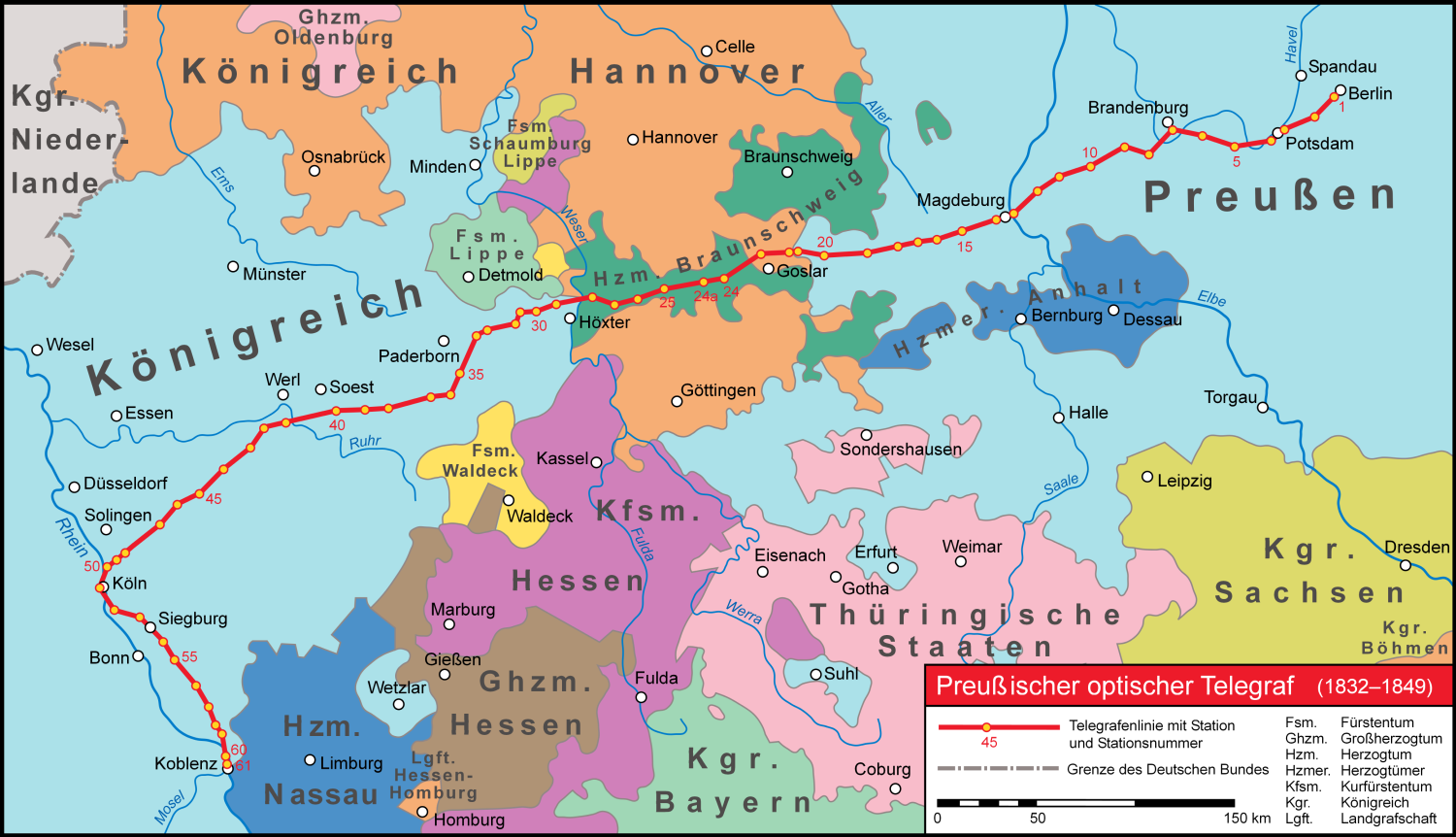
Die Relaiskette (rote Linie) der preußischen optischen Telegrafenlinie (1832–1849) verband Berlin mit der Rheinprovinz

Historisch etwas moderner ist der preußische optische Telegraf (Bild). Dabei handelte es sich um eine Relaiskette von optische Telegrafen, die in der Zeit von 1832 bis 1849 die preußische Hauptstadt Berlin mit der Rheinprovinz verband. Die Kette umfasste 62 Relaisstationen und war 588 km lang. Mit Aufkommen der elektrischen Telegrafie in der Mitte des 19. Jahrhunderts verlor die optische Telegrafie ihre Bedeutung und wurde durch Telegrafenlinien ersetzt.
Ein weiteres Beispiel ist der von 1860 bis 1861 existierende Pony-Express in den Vereinigten Staaten.

## Funkrelaiskette

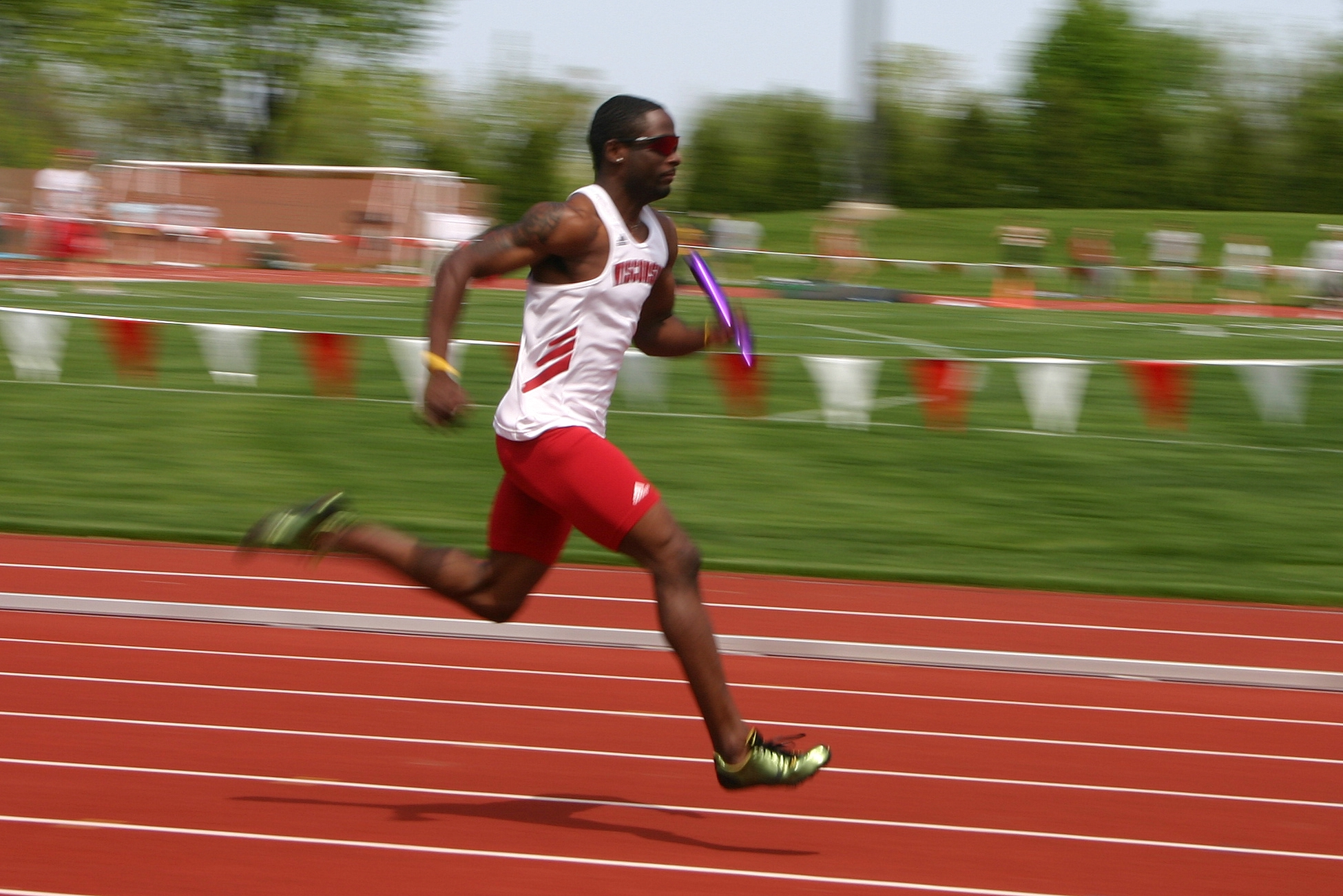
Läufer beim Staffellauf

Mit Beginn des 20. Jahrhunderts gab es neu die Funktelegrafie. In der Anfangszeit war die Reichweite der Sender noch stark begrenzt. Das bedeutete, dass Nachrichten nicht direkt über weite Entfernungen übermittelt werden konnten. Daher wurden Funkrelaisketten gebildet und eine Nachricht von einer Station zur nächsten weitergereicht. Dies ist vergleichbar mit der Übergabe des Staffelstabs beim Staffellauf (Bild). Auf diese Weise konnten Funk-Nachrichten beispielsweise von Europa über den Atlantik von Schiff zu Schiff bis nach Amerika übermittelt werden.
Zu dieser Zeit war es Funkamateuren in einigen Ländern erlaubt, Nachrichten aller Art zu übermitteln. Viele von ihnen schlossen sich zusammen und bildeten „Funkrelaisketten“ zum Zweck der kostenlosen Nachrichtenübermittlung mittels Radiogrammen. Hieraus entstanden später nationale Amateurfunkverbände, was zuweilen noch heute an deren Namen abzulesen ist. Beispiele sind die American Radio Relay League (ARRL), die Norsk Radio Relæ Liga (NRRL) und die Japan Amateur Radio League (JARL).
Heute gibt es unbemannte automatische Funkrelaisstationen, auch Relaisfunkstellen (englisch repeater) genannt, die Funksignale empfangen und automatisch wieder aussenden und so eine Nachrichtenübertragung über größere Strecken ermöglichen als es mit einer direkten Funkverbindung möglich wäre.